# Hilaira sibirica
Hilaira sibirica är en spindelart som beskrevs av Kirill Yeskov 1987. Hilaira sibirica ingår i släktet Hilaira och familjen täckvävarspindlar. Inga underarter finns listade i Catalogue of Life.